# Grand Prix de Denain 1974
La 16e édition du Grand Prix de Denain a eu lieu le 16 avril 1974. Elle a été remportée par le Belge Willy Teirlinck.

## Classement final
Willy Teirlinck remporte la course en parcourant les 190 kilomètres en 4 h 19 min 25 s à la vitesse moyenne de 43,944 km/h.
| Classement final, | Classement final, | Classement final, | Classement final,              | Classement final,  |
|                   | Coureur           | Pays              | Équipe                         | Temps              |
| ----------------- | ----------------- | ----------------- | ------------------------------ | ------------------ |
| 1er               | Willy Teirlinck   | Belgique          | Sonolor-Gitane                 | en 4 h 19 min 25 s |
| 2e                | José De Cauwer    | Belgique          | Sonolor-Gitane                 | + 30 s             |
| 3e                | Eddy Verstraeten  | Belgique          | Watney-Maes                    |                    |
| 4e                | Daniel Verplancke | Belgique          | Carpenter-Confortluxe-Flandria |                    |
| 5e                | Frans Van Looy    | Belgique          | Carpenter-Confortluxe-Flandria |                    |
| 6e                | Jozef Abelshausen | Belgique          | Ijsboerke-Colner               |                    |
| 7e                | Lieven Malfait    | Belgique          | Watney-Maes                    |                    |
| 8e                | Frans Verhaegen   | Belgique          | Ijsboerke-Colner               |                    |
| 9e                | Ludo Van Staeyen  | Belgique          | Watney-Maes                    |                    |
| 10e               | Johan De Muynck   | Belgique          | Brooklyn                       |                    |
| modifier          |                   |                   |                                |                    |